# Gesellschaftskrähe
Die Gesellschaftskrähe (Corvus mellori) ist ein Vogel aus der Gattung der Raben und Krähen (Corvus). Sie kommt ausschließlich im Süden Australiens und einigen vor der südaustralischen Küste liegenden Inseln vor. Verglichen mit anderen Corvus-Arten, die in dieser Region vorkommen, ist sie geselliger. Außerhalb der Brutzeit durchstreifen kleine Trupps ein größeres Gebiet und sie brüten gelegentlich in kleinen, lockeren Kolonien, wenn geeignete Nistbäume rar sind.
Gesellschaftskrähen verwerten eine große Bandbreite Nahrungsquellen und sind in ihren Lebensraumansprüchen sehr anpassungsfähig.
Die Bestandssituation der Gesellschaftskrähe wurde 2016 in der Roten Liste gefährdeter Arten der IUCN als „Least Concern (LC)“ = „nicht gefährdet“ eingestuft. Es werden keine Unterarten unterschieden.

## Merkmale

### Körperbau und Farbgebung

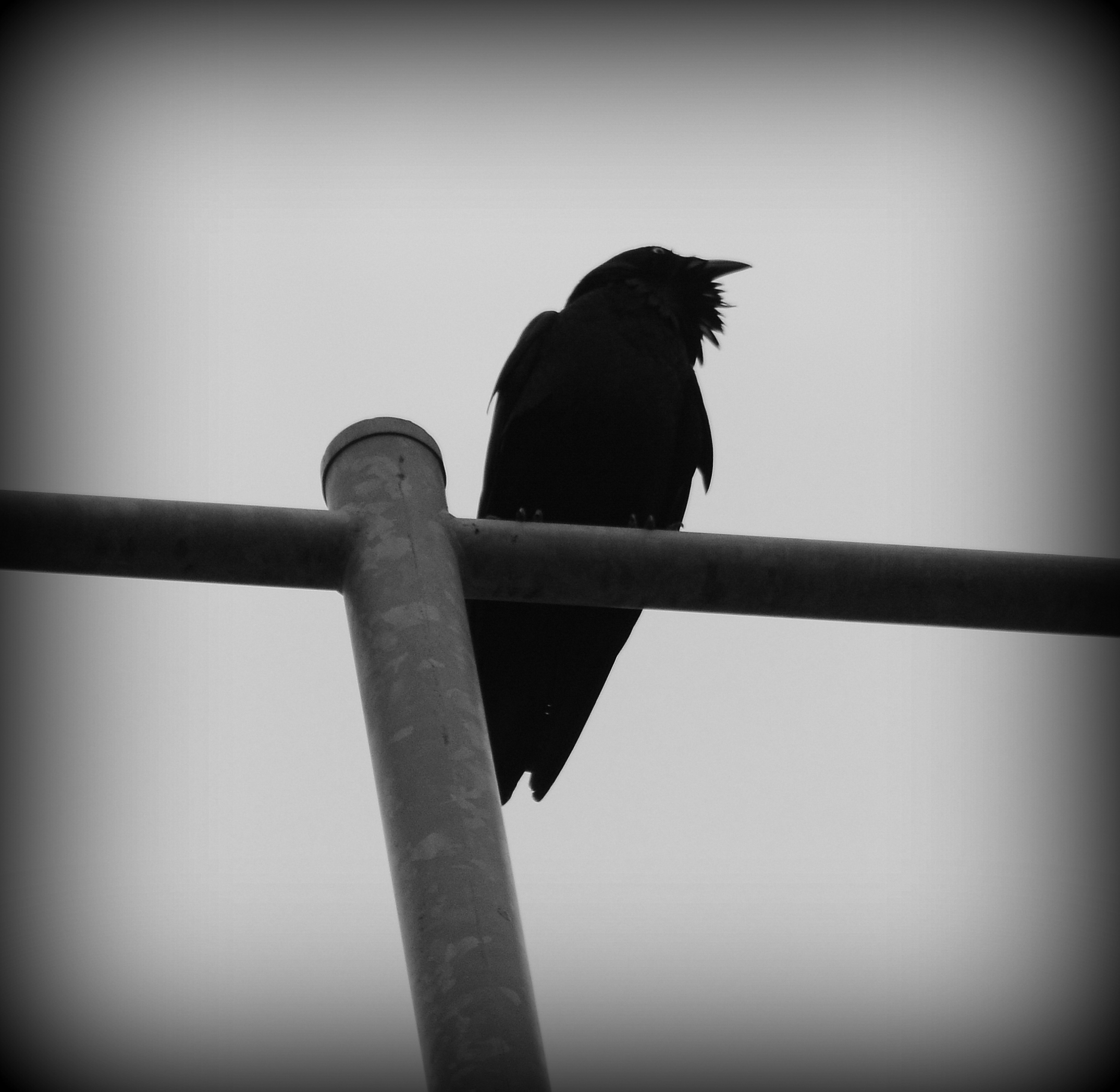
Gesellschaftskrähe

Zwischen den Geschlechtern der Gesellschaftskrähe besteht weder in der Gefiederfärbung noch im Körperbau ein Dimorphismus, gleiches gilt für Jung- und Altvögel. Sie erreicht eine Körperlänge von 48 bis 52 cm. Der Schnabel ist 55,6–67,7 mm lang. Die Gesellschaftskrähe hat eine Flügellänge von 329–341,7 mm, ihr Schwanz misst 185–193 mm.  Das Gewicht liegt zwischen 421 und 600 g. Sie ist damit nur geringfügig kleiner als die Neuhollandkrähe, die in Australien am weitesten verbreitete Corvus-Art.
Das Gefieder der Gesellschaftskrähe ist einheitlich schwarz. Das Gefieder an Kopf, Hals, Körperoberseite, Brust, Flanken sowie das Gefieder der Unterschwanzdecken glänzt schwarz. Der Schimmer reicht von einem metallischen Grün auf den Ohrendecken bis zu einem blauvioletten Schimmer auf den übrigen Körperteilen. Die Intensität des Schimmers hängt dabei stark vom Lichteinfall ab. Die Körperunterseite ist mattschwarz. Die Federn an Kinn und Kehle sind vergleichsweise lang und reichen bis zur Brust. Sie schimmern bei guten Lichtverhältnis blauviolett bis grünlich.
Die Federn haben eine blassgraue Federbasis, schwarz sind die Federn lediglich ab der Mitte. Bei lebenden Vögeln ist diese Federbasis sichtbar, wenn starker Wind die Federn auseinander bläst.
Der Schnabel ist schwarz, beim Oberschnabel ist das hintere Drittel inklusive der Nasenlöcher von Borstenfedern bedeckt. Bei adulten Vögeln ist die Iris weißlich mit einem hellblauen inneren Ring. Die Beine und die Füße sind schwarz.

### Jungvögel
Jungvögel sind geringfügig kleiner als die adulten Vögel. Der Schnabel ist bei ihnen noch kürzer. Das Gefieder glänzt noch nicht so stark wie bei den adulten Vögeln und wirkt etwas bräunlich. Der Schnabel ist bei ihnen noch dunkelgrau, die Iris ist blaugrau.

## Verwechslungsmöglichkeiten
In Australien kommen die Corvus-Arten Torreskrähe, Neuhollandkrähe, Tasmankrähe und die Bennettkrähe vor, die bei Feldbeobachtungen schwierig von der Gesellschaftskrähe zu unterscheiden sind. Die verlängerten Federn an Kinn und Kehle, wie sie für die Gesellschaftskrähe typisch sind, finden sich auch bei Neuhollandkrähe und Tasmankrähe. Als sicherstes Unterscheidungsmerkmal gilt der Ruf.

## Verbreitungsgebiet und Lebensraum

### Verbreitungsgebiet

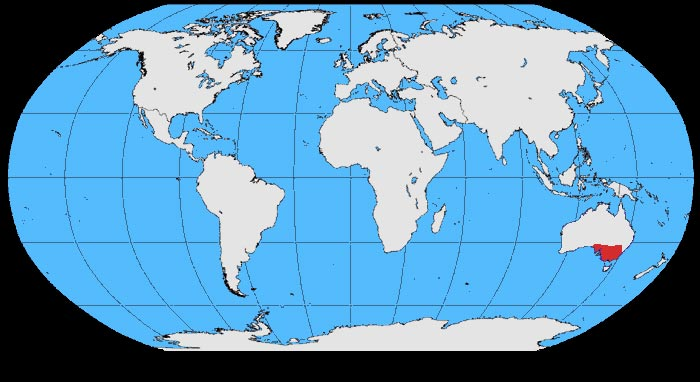
Verbreitungsgebiet der Gesellschaftskrähe

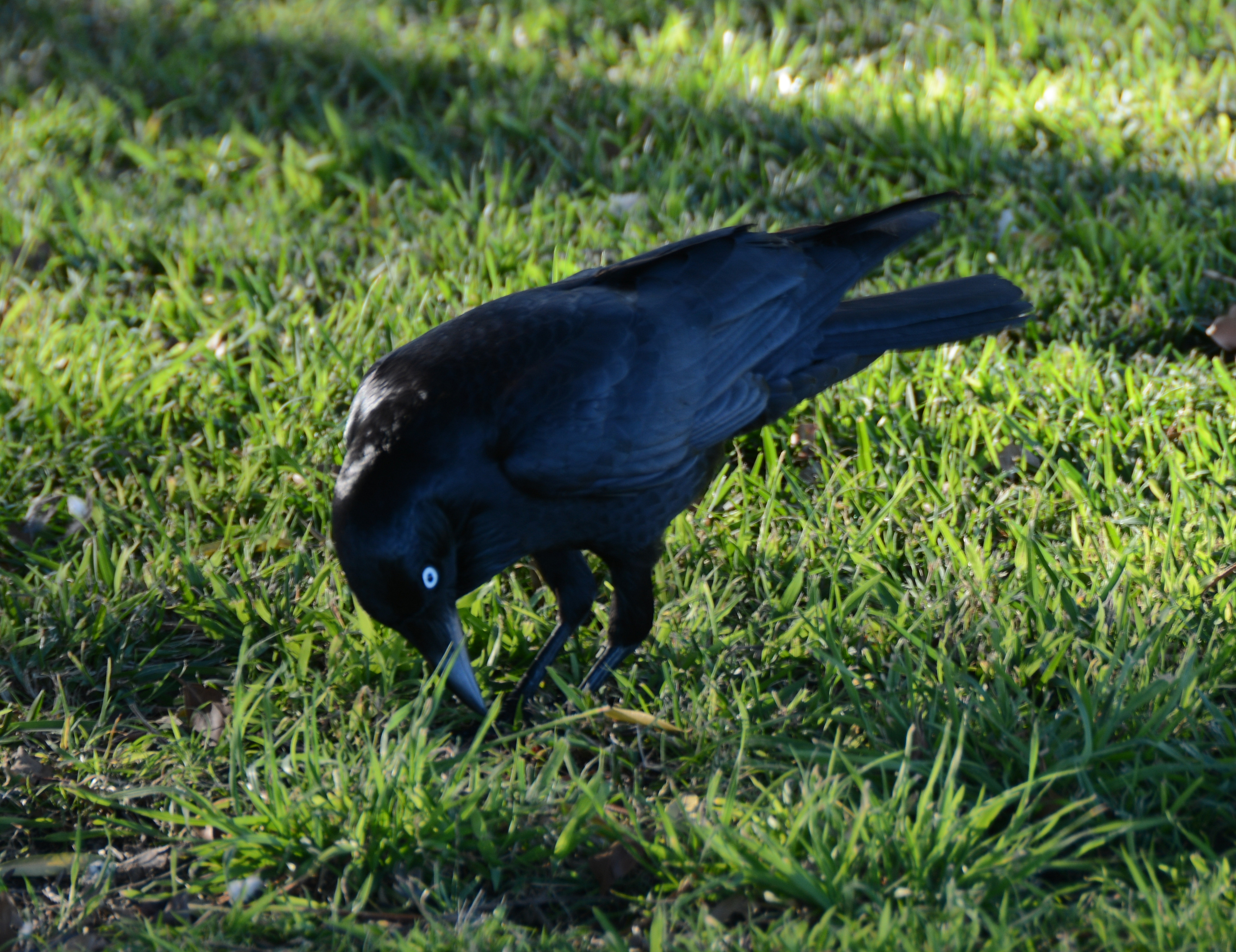
Gesellschaftskrähe bei der Nahrungssuche, Sydney

Das Verbreitungsgebiet der Gesellschaftskrähe ist der Südosten des australischen Festlands sowie die King Island, eine tasmanische Insel mit einer Fläche von 1.098 km² am westlichen Ende der Bass-Straße (Bass Strait) zwischen Tasmanien und Australien. In Australien besiedelt sie den größten Teil des australischen Bundesstaates New South Wales. In South Australia kommt sie südlich von 31° südliche Breite vor, fehlt aber im Südwesten dieses Bundesstaates.

### Lebensraum
Die Gesellschaftskrähe besiedelt eine Reihe sehr unterschiedlicher Lebensräume. Außerhalb der Brutzeit ist sie in Grasland und auf Weideflächen anzutreffen. Während der Brutzeit ist sie dagegen auf hohe Bäume als Niststandort angewiesen. Sie ist dann unter anderem in Resten von trockenen Hartlaubwäldern oder in kleinen Hainen anzutreffen, sucht ihre Nahrung aber in offenem Gelände. Sie kommt auch im urbanen Raum vor und ist vor allem in solchen Stadtgebieten anzutreffen, die ein sehr reichliches Nahrungsangebot aufweisen.
Brutpaare besetzen nur für etwa drei Monate Reviere Sobald die Jungvögel flügge sind, schließt sich der Familienverband Trupps bestehend aus Jungvögeln und nicht.brütenden adulten Gesellschaftskrähen an, die ein größeres Gebiet durchstreifen. Die Wanderbewegungen dieser Trupps sind bislang nicht sehr gut untersucht. Jungvögel durchziehen im ersten und zweiten Lebensjahr jedoch ein größeres Gebiet.

## Lebensweise
Die Gesellschaftskrähe lebt überwiegend in kleinen bis großen Trupps. Trupps, die mehr als hundert Individuen umfassen, werden regelmäßig beobachtet. Nur während der Brutzeit werden sie auch einzelgängerisch oder in Paaren beobachtet. Sie ist gelegentlich auch mit der Neuhollandkrähe und der Bennettkrähe vergesellschaftet.

## Nahrung

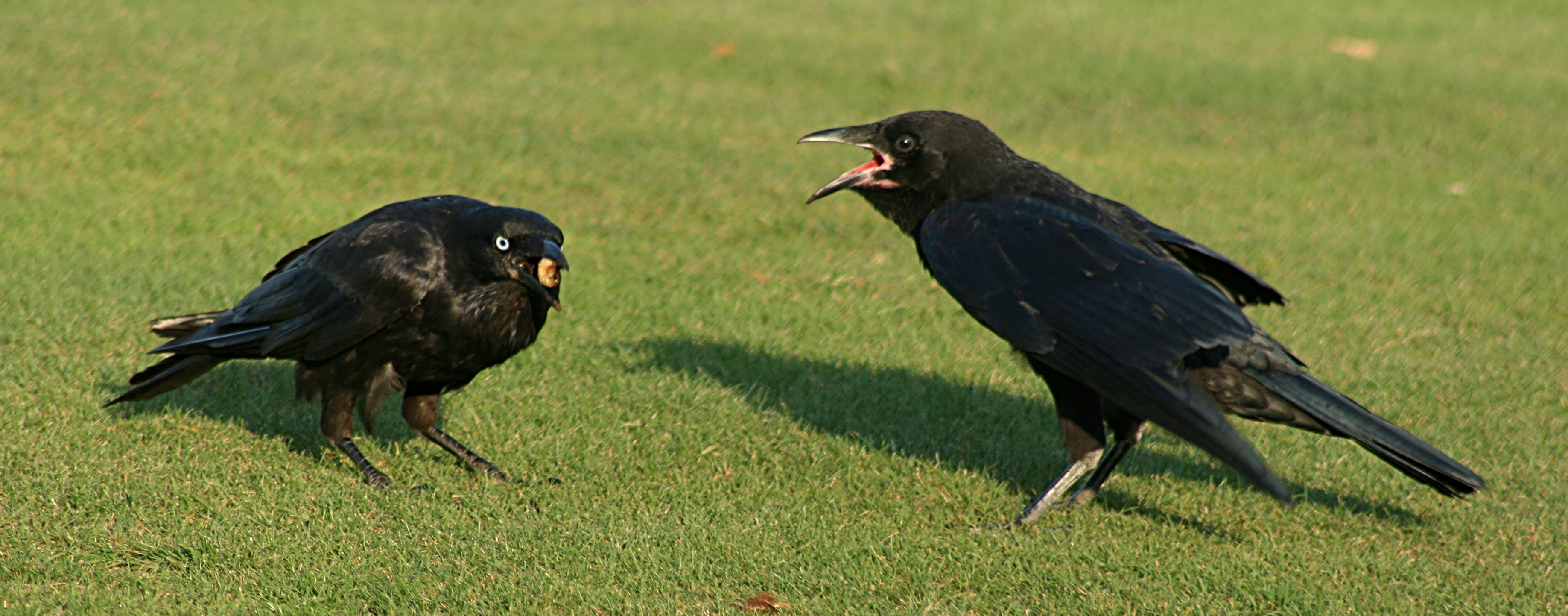
Links adulter Vogel mit hellen Augen, rechts Jungvogel (erkennbar an der Augenfarbe), der den adulten Vogel um Futter anbettelt

Die Gesellschaftskrähe ist ein opportunistischer Allesfresser. Sie deckt jedoch einen Großteil ihres Nahrungsbedarfes mit Insekten ab. Daneben frisst sie auch kleine Wirbeltiere, darunter kleinere Vogelarten sowie Eier und Nestlinge. Aas spielt in ihrer Ernährung gleichfalls eine Rolle, allerdings spielt dies bei ihr eine geringere Rolle als bei der Neuhollandkrähe. Daneben frisst sie Samen und Früchte. Die Nahrungszusammensetzung variiert saisonal auf Grund der unterschiedlichen Verfügbarkeit.

## Fortpflanzung
Die Brutzeit fällt in den Zeitraum von Mai bis Anfang Dezember. Gesellschaftskrähen nisten entweder als einzelnes Brutpaar oder in lockeren, kleinen Brutkolonien. In den Brutkolonien befinden sich die Nester häufig in großer Nähe zueinander. Es finden sich dann beispielsweise auf einem Grundstück von 1,25 Hektar 15 besetzte Nester. Solche Brutkolonien kommen vor allem in Regionen vor, in denen geeignete Nistbäume rar sind. Auch in diesen Brutkolonien verteidigt ein Brutpaar ein kleines Revier rund um das Nest. Die Nahrung wird außerhalb dieses Reviers gesucht. Gesellschaftskrähen verteidigen dieses Revier nicht nur gegen Artgenossen, sondern auch gegen Prädatoren wie Keilschwanzadler, die unter anderem die Nestlinge dieser Art rauben.
Das Nest wird aus Ästen und Zweigen gebaut, die eigentliche Nistmulde ist mit Gras, Rinde, Federn, Wolle und Haaren, aber auch Abfall wie beispielsweise Papier oder Kleidungsstücke ausgelegt. Beide Elternvögel sind an dem Bau des Nestes beteiligt. Häufiger werden Nester der vorangegangenen Brutsaison erneut genutzt. In diesen Fällen entfernen die Vögel gewöhnlich die Auspolsterung der Nistmulde und ergänzen dann die Äste und Zweige des Nestes. Das Nestinnere wird dann erneut mit neuen Materialien ausgelegt.
Zwischen dem Beginn des Nestbaus und der Ablage des ersten Eis liegen gewöhnlich zwei bis drei Tage. Das Vollgelege besteht aus einem bis sechs Eier. Die typische Gelegegröße variiert zwischen drei und fünf Eiern. Das Weibchen legt die Eier in einem oder zwei Tagesabstand. Ein Legeintervall von zwei Tagen ist dabei vor allem ab der Ablage des zweiten Eis typisch. Geht das Gelege verloren, dann werden häufig wie bis vier Wochen nach dem Gelegeverlust ein Ersatzgelege gelegt. Dagegen wird in einer Brutsaison keine zweite Brut großgezogen.
Es brütet allein das Weibchen. Die Brutzeit beträgt 19 bis 20 Tage. Die Nestlinge schlüpfen asynchron. Sie sind beim Schlupf etwa 15 Gramm schwer, sind noch blind und bis auf einige wenige Daunen nackt. An ihrem 44. Lebenstag sind die Nestlinge dagegen voll gefiedert. Beide Elternvögel füttern den Nachwuchs. Sie werden jedoch alleine vom Weibchen gehudert. Es ist bislang nicht bekannt, wann die Jungvögel selbständig sind. In einem Lebensalter von etwa drei Monaten werden sie immer noch von den Elternvögeln mit Nahrung versorgt.

## Lebenserwartung
Gesellschaftskrähen sind langlebige Vögel. Eine Gesellschaftskrähe, die erst als adulter Vogel beringt wurde, wurde 10 Jahre und 8 Monate später wieder aufgefunden. Von den Jungvögeln sterben allerdings etwa 50 Prozent im ersten Lebensjahr.